# George Chiga

Zawodnik Oklahoma State Cowboys

George Carpenter Chiga (ur. 28 października 1913 w Reginie, zm. 8 grudnia 2007 w Tulsie) – kanadyjski zapaśnik walczący w stylu wolnym. Olimpijczyk z Berlina 1936, gdzie zajął ósme miejsce w wadze ciężkiej.
Zawodnik Oklahoma State University. All-American w NCAA Division I w 1940, gdzie zajął drugie miejsce.

## Letnie Igrzyska Olimpijskie 1936
| Konkurencja       | Rundy eliminacyjne      | Rundy eliminacyjne | Rundy eliminacyjne     | Klas. końcowa |
| Konkurencja       | Przeciwnik I            | Przeciwnik II      | Przeciwnik III         | Miejsce       |
| ----------------- | ----------------------- | ------------------ | ---------------------- | ------------- |
| +87 kg styl wolny | Hjalmar Nyström (FIN) P | wolny los Z        | Robert Herland (FRA) P | 8.            |